# Pierre-Étienne Monnot
Pierre-Étienne Monnot (Orchamps-Vennes, 9 agosto 1657 – Roma, 24 agosto 1733) è stato uno scultore francese.

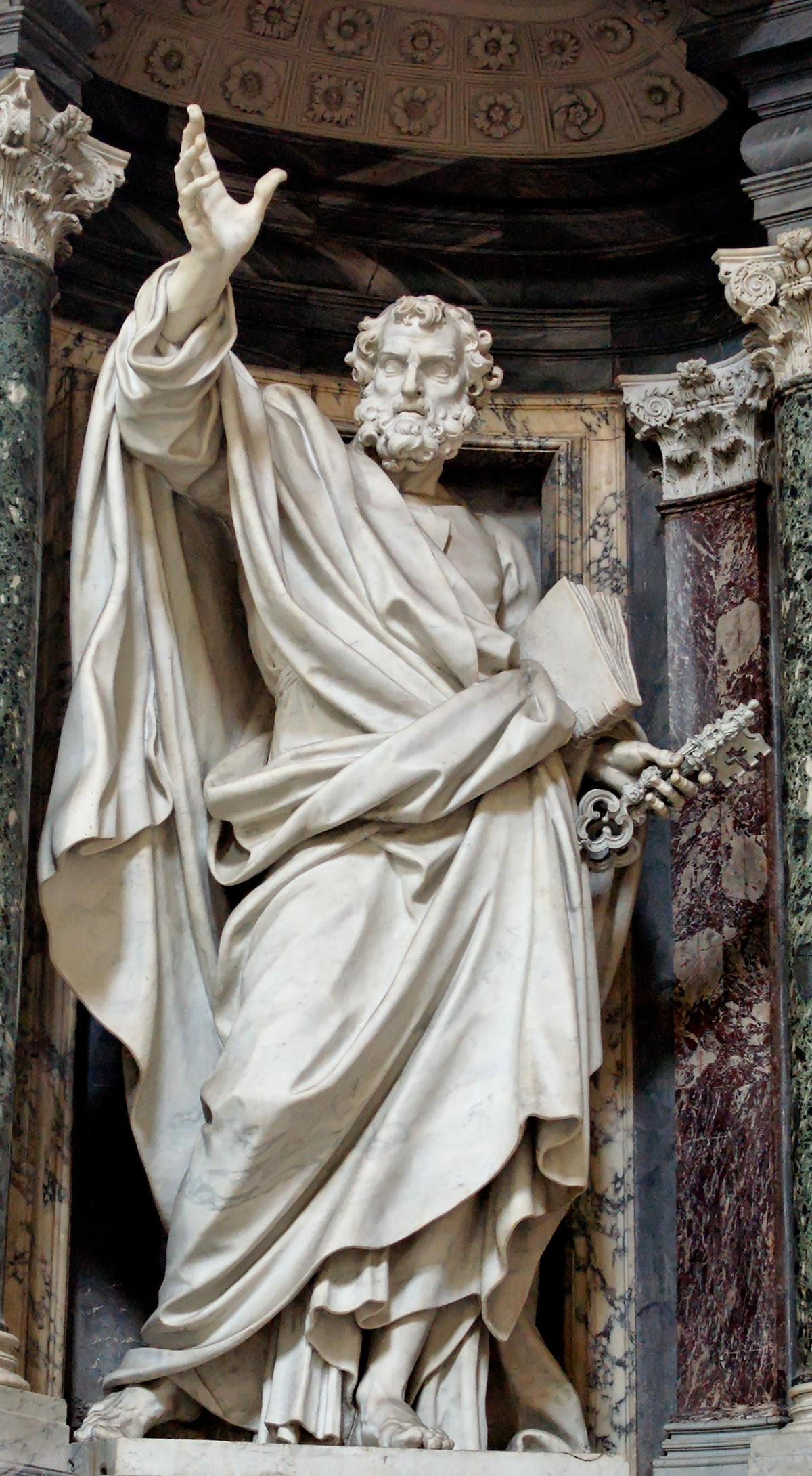
Pierre-Étienne Monnot,Scultura marmorea raffigurante San Pietro, Basilica di San Giovanni in Laterano

Originario della Franca Contea, si stabilì a Roma dal 1687 fino alla fine dei suoi giorni. Artista illustre, caratterizzava il suo lavoro un idioma tardo-barocco gradito ai clienti internazionali. Nelle fonti italiane si trova spesso menzionato come "Pietro Stefano Monnot", versione italianizzata del nome.

## Vita e opere
Monnot nasce a Orchamps-Vennes vicino a Besançon nella Franca Contea. Iniziato all'arte da suo padre, un intagliatore di legno, lavorò successivamente per un anno a Digione, per lo scultore Jean Dubois. In seguito ottenne commissioni indipendenti per le opere religiose in Besançon e Policoro. Visitò inoltre Parigi in due occasioni, probabilmente tra il 1679 e il 1681 e tra il 1684 e il 1686, dove potrebbe aver avuto contatti o lavorato con alcuni tra i più importanti scultori alla corte di Luigi XIV.
Lasciata Besançon nel dicembre del 1686, giunse a Roma nel febbraio del 1687, entrando a far parte di una comunità affiatata di artisti borgognoni; frequentò inoltre gli ambienti artistici romani accaparrandosi molte commissioni.
Nel 1695 collaborò, con una coppia di angeli che tengono il monogramma IHS, all'esecuzione delle sculture per l'altare di Sant'Ignazio, nella Chiesa del Gesù, progetto di Pierre Legros e Jean-Baptiste Théodon, scultori francesi che a Roma vennero molto apprezzati nei decenni successivi.
La prima commissione importante a Roma per Monnot, fu la realizzazione di due rilievi marmorei, raffiguranti una Natività e una Fuga in Egitto, a pandant de  Il Sogno di San Giuseppe di Domenico Guidi, conservati nella Santa Maria della Vittoria. Qui, come in alcuni altri pezzi, Monnot era in qualche misura influenzato da Guidi, allievo di Alessandro Algardi, che era diventato uno scultore di rilievo a Roma nel tardo XVII secolo; grazie poi all'intervento del principe Livio Odescalchi, a Monnot fu affidata l'esecuzione della tomba di Papa Innocenzo XI per la Basilica di San Pietro (1697-1704), su disegno di Carlo Maratta. Fece inoltre parte del gruppo scelto per eseguire le statue degli apostoli, di dimensioni colossali, per le nicchie della Basilica di San Giovanni in Laterano.

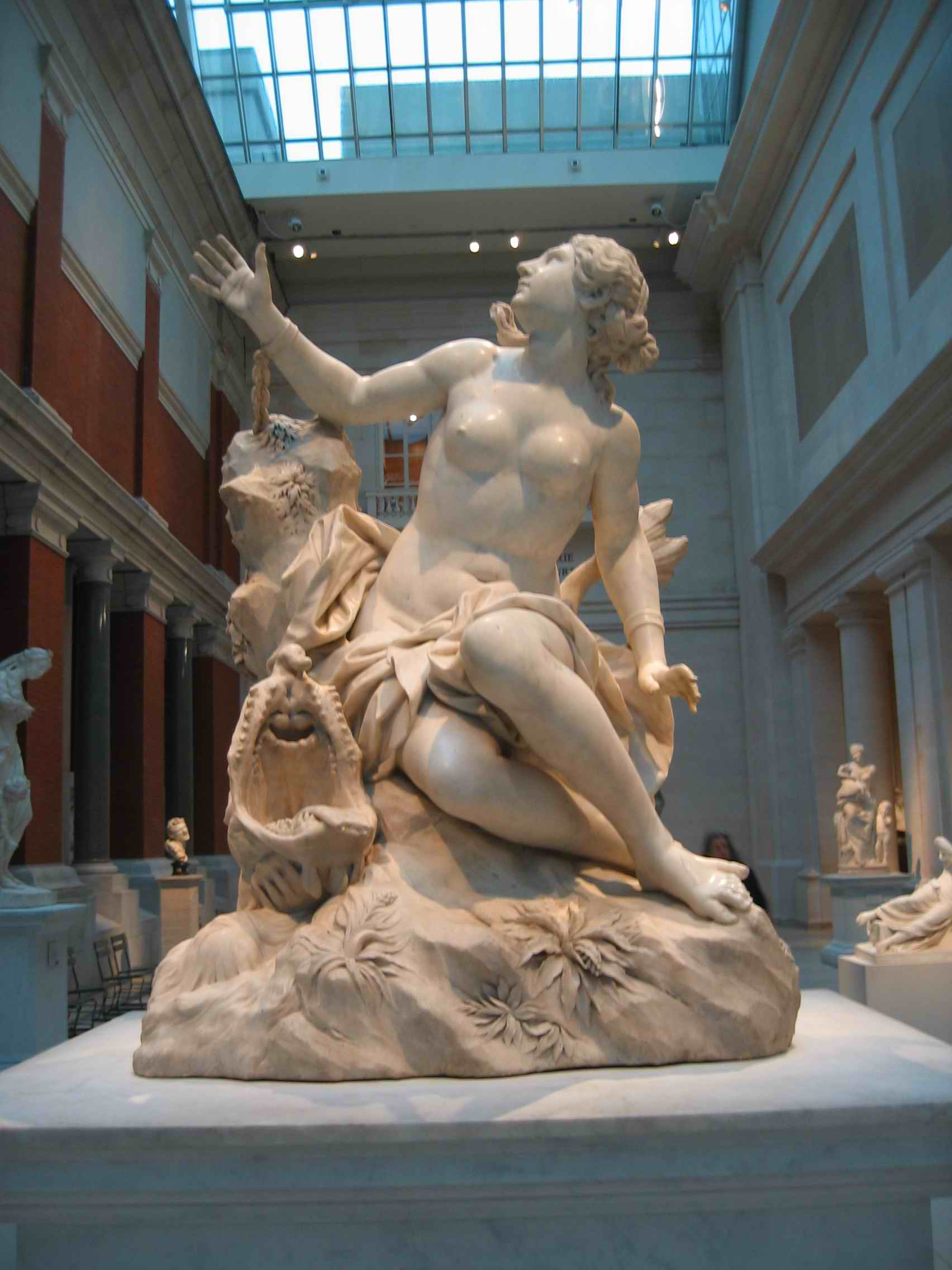
Andromeda e il mostro marino, Metropolitan Museum of Art, New York

Durante il suo quarto e ultimo Grand Tour (1699-1700), l'aristocratico inglese John Cecil, conte di Exeter, affidò a Monnot alcuni incarichi importanti; per la sua residenza di Burghley gli commissionò la scultura di Andromeda e il mostro marino (al Metropolitan Museum of Art, anche attribuita a Domenico Guidi) e alcuni altri pezzi mitologici che lo scultore portò a compimento nel 1704. Il conte e sua moglie posarono inoltre per molti busti-ritratto eseguiti dall'artista, che infine realizzò anche la tomba della coppia, con figure reclinabili a grandezza naturale e ai lati due figure allegoriche in piedi.
Questo monumento si trova oggi in Inghilterra, installato nella cappella di famiglia, nella chiesa di San Martino, Stamford. Il conte non ebbe modo di vedere nessuna di queste opere realizzate poiché morì, durante il suo viaggio di ritorno in Inghilterra nel 1700, seguito nella tomba dalla moglie nel 1703.
Come tutti gli scultori che lavorarono a Roma, anche Monnot fu chiamato a restaurare le antichità frammentarie.
Com'è noto, spesso i restauri barocchi hanno una maggiore libertà di interpretazione rispetto a quelli compiuti nel XVIII secolo; secondo questa linea infatti, Monnot restaurò un torso, poi riconosciuto come una copia romana del Discobolo di Mirone, come un gladiatore ferito che si appoggia sul braccio mentre cade a terra. L'opera, prima del 1734, fu donata da Papa Clemente XII ai Musei Capitolini, dove tuttora è conservata.

### Il periodo a Kassel
Capolavoro di Monnot è il vasto complesso di sculture in marmo e bassorilievi, collocati sui rivestimenti marmorei colorati del Marmorbad ("Bagno in marmo"), nella Orangerie di Karlsaue a Kassel.
Monnot si recò a Kassel nel 1714, dove iniziò a lavorare eseguendo busti-ritratto in marmo di Carlo I, langravio di Assia-Kassel e di sua moglie. Nel gennaio 1715 firmò i primi contratti relativi al nuovo Appartement du Bain relativi alla statuaria. La commissione prevedeva dieci sculture, precedentemente completate a Roma (alcuni di esse addirittura già nel 1692), quattro pannelli in marmo bianco ad alto rilievo per le outerwalls del padiglione, altri otto pannelli a rilievo per la volta e il medaglione ritratto di Carlo I.
Monnot mise su uno studio, con vari assistenti di Kassel, per farsi aiutare nella produzione delle opere.
Nel 1718 gli accordi furono rinnovati; la richiesta dei rilievi marmorei aumentò, rispetto agli otto che furono installati, tanto che il complesso poté essere inaugurato solo nel 1729. Per quanto riguarda le ultime due statue di Minerva e Aurora, Monnot stabilì che le avrebbe terminate nel 1731, ma in realtà le opere raggiunsero Kassel solo nel 1734.
Nonostante non si conosca l'identità dell'architetto del padiglione del giardino, sappiamo che le sculture mitologiche, che occupano le nicchie, nel massiccio pilastro centrale, sono di Monnot; così come sono opere autografe dell'artista gli otto grandi pannelli in marmo bianco ad altorilievo, con soggetti tratti dalle Metamorfosi di Ovidio, che riempiono i pilastri tra le finestre ad arco.
Pierre-Etienne Monnot morì a Roma; tra i suoi più illustri allievi si ricorda Bartolomeo Cavaceppi.

## Elenco delle opere
- Tabernacolo per la chiesa di Vesoul.
- Retroaltare per la cappella di San Lorenzo, Besançon.
- Lavori per il Priorato di Vaux-sous-Policoro, Jura.
- Busti di Cristo e della Vergine, terracotta (Musée des Beaux-Arts, Besançon)
- Cinque rilievi della Passione su legno per la cappella degli Oratoriani, Policoro (Hôtel de Ville, Policoro). Uno di loro portava la data 1688, la sua prima opera datata.
- Natività e La fuga in Egitto, altorilievi in marmo per la cappella Capocaccia, transetto destro dell'altare di Santa Maria della Vittoria, 1695-1699. Il rilievo principale dell'altare è il Sogno di San Giuseppe di Domenico Guidi.
- Monumento di papa Innocenzo XI, Basilica di San Pietro, Roma, 1697-1704.
- Rilievi di Palazzo Odescalchi per il Principe Livio Odescalchi, nipote di Innocenzo XI, tra cui il suo ritratto su medaglione, 1695 (Louvre, illustrazione, a destra)
- La Sacra Famiglia, bassorilievo in marmo, (Gemäldegalerie di Berlino)
- Andromeda e il mostro marino per il 5º conte di Exeter, 1700-1704, ora al Metropolitan Museum of Art.
- Busto del 5º conte di Exeter e di sua moglie, Anne Cavendish, contessa di Exeter, 1701, Burgley House.
- Tomba-monumento per il 5º conte di Exeter e di sua moglie, 1700-1704, Burghley cappella di famiglia a Chiesa di San Martino, Stamford.
- Due delle figure monumentali di apostoli per completare le nicchie (opera del Borromini) in San Giovanni in Laterano., Roma: San Pietro, 1708 la prima scultura in marmo completata della serie, e San Paolo, 1708-1711.
- Angeli per il monumento di papa Gregorio XV, chiesa di Sant'Ignazio, Roma.
- La Vergine cadente sopra il Corpo di Cristo, ai piedi della Croce, altorilievo in marmo, 1710. (National Gallery of Art, Washington DC)
- Sculture e pannelli in altorilievo per il Marmorbad, Karlsaue, Kassel, 1718-1731.